# NGC 6258
NGC 6258 (другие обозначения — UGC 10595, MCG 10-24-73, ZWG 299.35, PGC 59165) — эллиптическая галактика (E) в созвездии Дракон.
Этот объект входит в число перечисленных в оригинальной редакции «Нового общего каталога».